# 温斯福德
温斯福德（英語：Winsford）是英格蘭柴郡的一個镇，全市可以分為三個社區。據2011年人口普查，温斯福德有人口30,481人。

## 友好城市
- 法國 德伊-拉巴尔